# Alfons Jindra
Alfons Jindra vlastním jménem Alfons Jindřich Langer (28. července 1908 Čechovice u Prostějova – 20. prosince 1978 Praha) byl český skladatel, aranžér, klarinetista, altsaxofonista a houslista.

## Životopis
Na hudební nástroje se učil hrát v Prostějově u Bedřicha Voldana. V roce 1937 začal hrát s orchestrem Josefa Venclů. Později hrál v jako profesionální hudebník v tanečním souboru svého staršího bratra – Langer Brothers až do roku 1956.
V roce 1937 také začal skládat hudbu pod pseudonymem Allan (který si složil z křestního jména a příjmení). Jeho pseudonym převzalo vokální trio Sestry Allanovy, při jehož zrodu stál a které kromě jiných natočily s Arnoštem Kavkou tehdejší hit Koncert nemluvňat.
Další pseudonym Alfons Jindra začal používat od své první skladby – Hodiny spí v roce 1939. Spolupracoval zejména s orchestry R. A. Dvorského a Karla Vlacha. Ve 40. letech složil hudbu k písním Dnes není všední den, Hudby v oblacích, Pár vzpomínek, Plaménky v očích tvých, Povím to tancem a písní, Prosím neodcházej, Přijďte večer k nám, Psáno je ve hvězdách, Růže v okně, Sladce mě líbej, Svět je veselý, Tvůj krok zní, Ty spíš, Vpravo-vlevo i k dalším.
V 50. a 60. letech skládal hudbu k písním, které zpívali např. Yvetta Simonová, Rudolf Cortés, Milan Chladil, Waldemar Matuška, Karel Hála a jiní. Některé z nich měly velký úspěch, jako například Chviličku spát (Yvetta Simonová a Milan Chladil), Láska na kolech (Milan Chladil), Sentimentální (Yvetta Simonová), Třistapětašedesátkrát (Waldemar Matuška), Už modrej činžák zhas (Waldemar Matuška), Váš dům šel spát (Rudolf Cortés). Skládal také hudbu pro orchestry např. Bolero, Elegie, Kouzelné smyčce, Legenda, Na čtyřech strunách, Nokturno, Pražské plesy, Šťastné chvíle, Vosí hnízdo a jiné.

## Nejznámější písně
- Sentimentální - interpret (Yvetta Simonová) (text Zbyněk Vavřín)
- Koncert nemluvňat - interpret Arnošt Kavka (text Jaroslav Moravec)
- Váš dům šel spát - interpret Rudolf Cortés (text Vladimír Dvořák)

## Seznam písňové tvorby (výběr)
- pozn. - píseň - interpret - (text) - rok

- Děkujem ti písničko – (t: Miroslav Zikán)
- Dnes není všední den – (t: Jiří Traxler)
- Chviličku spát – (t: Vladimír Dvořák)
- Chyťte brouka – (t: Jaroslav Moravec)
- Psáno je ve hvězdách – (t: Jaroslav Moravec)
- Sentimentální – Yvetta Simonová a Milan Chladil – (t: Zbyněk Vavřín)
- Srdce plné hudby – Judita Čeřovská a Rudolf Cortés – (t: Jiřina Fikejzová)
- Stupínky do nebe – Arnošt Kavka – (t: Jaroslav Moravec)
- Už modrej činžák zhas – Waldemar Matuška – (t: Václav Fischer)
- Váš dům šel spát – (t: Vladimír Dvořák)